# 蟹のある朝食 (ヘーダ)
『蟹のある朝食』（かにのあるちょうしょく、露: Завтрак с крабом、英: Breakfast with a Crab）は、オランダ絵画黄金時代の画家ウィレム・クラースゾーン・ヘーダが1648年にキャンバス上に油彩で制作した絵画で、画家円熟期を代表する作品である。テーブルクロスの右側下部に画家の署名と制作年が記されている。作品は1920年以来、サンクトペテルブルクのエルミタージュ美術館に所蔵されている。

## 作品
最初、歴史画の中に描かれていた静物は1600年ごろ、オランダで静物それ自体を描いたジャンルである静物画へと発展した。ハールレムにおいてはピーテル・クラースゾーンが静物画で多大な影響力を持ったが、ピーテル・クラースゾーンおよび同じくハールレムの画家ヘーダの「朝食」、あるいは「晩餐」作品は、食卓の数多くはない品々に焦点を当てることが特徴である。2人が創始した静物画は、モノクロームの色調から「モノクローム・バンケット (単彩による晩餐)」と呼ばれる。
本作でも、仰向けになった蟹の赤い爪、その前のレモン、右の方に見える絵皿のほかは、ほとんどの品々が茶色、灰色系統の褐色でまとめられ、作品全体の統一感に寄与している。ヘーダは単色に近い地味な色調を用いる一方で、光に戯れによって事物を造形し、それらの質感を完璧に捉えている。
優雅な銀製のワイン入れ、倒れている鍍金したゴブレット、ガラス器、レーマーグラス、細身のフルートグラス、優美なビネガー入れ、把手に装飾の施されたナイフなど描かれている事物は、ヘーダの作品でよく見かけるものばかりである。一見すると無造作に並べられたかに見えるそれぞれの品は、実は綿密に計算された構図の中に配置され、互いを引き立て合っている。これらの品々の中で中心にあるのが、どっしりとした銀製の塩壺で、上部にはチューリップのつぼみをかたどったものが3つ飾りつけられている。この高価な工芸品は、1646年にアントニー・フリルが制作した一対の塩壺の1つと同定されている。また、手前にある白地に青い図柄の入った皿は、中国から輸入された明の万暦帝時代 (1580年ごろ-1620年) の陶磁器である。中国の陶磁器は当時のオランダで大流行していた。
この絵画は単に品々を並べたものではない。ヘーダは、画面に登場していない人物の存在を伝える見事な能力を持っていた。絵画は、その人物の嗜好と生活を明らかにしているのである。それは、倒れている鍍金したゴブレット、皺だらけのテーブルクロス、飲みかけのワインの入ったグラス、そしてオリーブの実がこぼれ出ている、なおざりに置かれた陶磁器の皿を通して表されている。また、画面は動作が中断された印象を与え、人間存在の危うさ、人生の儚さをも表している。